# Aldo Boffi
Aldo Boffi (Giussano, 26 februari 1915 - aldaar, 26 oktober 1987) was een Italiaans voetballer.

## Clubcarrière
Boffi begon zijn loopbaan bij AC Milan, waar hij zou uitgroeien tot een ware goaltjesdief. Hij werd driemaal Capocannoniere (1938/39, 1939/40 en 1941/42) en heeft een van de hoogste doelgemiddeldes uit de historie van de Serie A. Voor Milan scoorde hij 109 doelpunten in 163 competitieduels (0,67 gemiddeld). In totaal vond Boffi 131 keer het net in 187 wedstrijden waardoor hij alleen Nordahl (221), Sjevtsjenko (175), Rivera (164) en Altafini (161) voor zich hoeft te dulden op de eeuwige ranglijst van de Rossoneri.
Na zijn periode bij AC Milan ging Boffi aan de slag bij Atalanta Bergamo in een naoorlogse competitie met clubs uit de Serie A en Serie B. Hier bleef hij één seizoen waarna hij vertrok naar tweedeklasser Seregno, waar hij zijn carrière afsloot.

## Interlandcarrière
Boffi maakte op 20 november 1938 zijn debuut voor het nationale elftal van Italië tegen Zwitserland. Hij kwam daarna echter nog maar één keer in actie, een jaar na zijn debuut tegen Duitsland.